# Cnopus pinicola
Cnopus pinicola is een keversoort uit de familie schijnsnoerhalskevers (Aderidae). De wetenschappelijke naam van de soort werd in 1919 gepubliceerd door George Charles Champion.